# Чарлі Вайтінг
Чарлі Вайтінг (англ. Charlie Whiting) — гоночний директор «Формули-1», делегат від FIA з безпеки, голова технічного департаменту «Формули-1», в чиї повноваження входило, зокрема, управління всією логістикою на кожному Гран-прі «Формули-1», інспекція всіх гоночних болідів в боксах команд перед стартом кожної гонки, а також — управління стартовим світлофором: саме Чарлі Вайтінг давав старт кожній гонці «Формули-1».

## Кар'єра
Чарлі Вайтінг почав свою кар'єру в автоспорті як асистент його старшого брата Ніка, який займався підготовкою шосейних і ралійних автомобілів.
В середині 1970-х років брати влаштовуються на роботу в гоночну команду Surtees, яка виступає в британській гоночної серії F5000, і з 1976 року починають персонально працювати з пілотом Surtees Дівіном Галік.
У 1977 році Вайтінг починає працювати в гоночній команді Hesketh Racing, яка базується в містечку Easton Neston, розташованому поруч з гоночною трасою «Сільверстоун». Після розпаду команди Hesketh Racing, Чарлі Вайтінг переходить працювати в команду Brabham, чия база була розташована в Weybridge, а власником команди був Берні Екклстоун. У Brabham Чарлі Уайтінг пропрацює десять років. У перші роки він займає в команді посаду головного механіка, і за його особистої участі Нельсон Піке завойовує звання Чемпіона світу «Формули-1» в сезонах 1981 і 1983 років. Пізніше керівництвом команди Чарлі Уайтінг був підвищений на посаді — він стає головним інженером команди Brabham.
У 1988 році Чарлі Уайтінг стає технічним делегатом FIA в «Формулі-1», У 1990 році брат Чарлі, Нік Вайтінг, був убитий.
З 1997 року він призначений директором з перегонів і делегатом з безпеки «Формули-1».

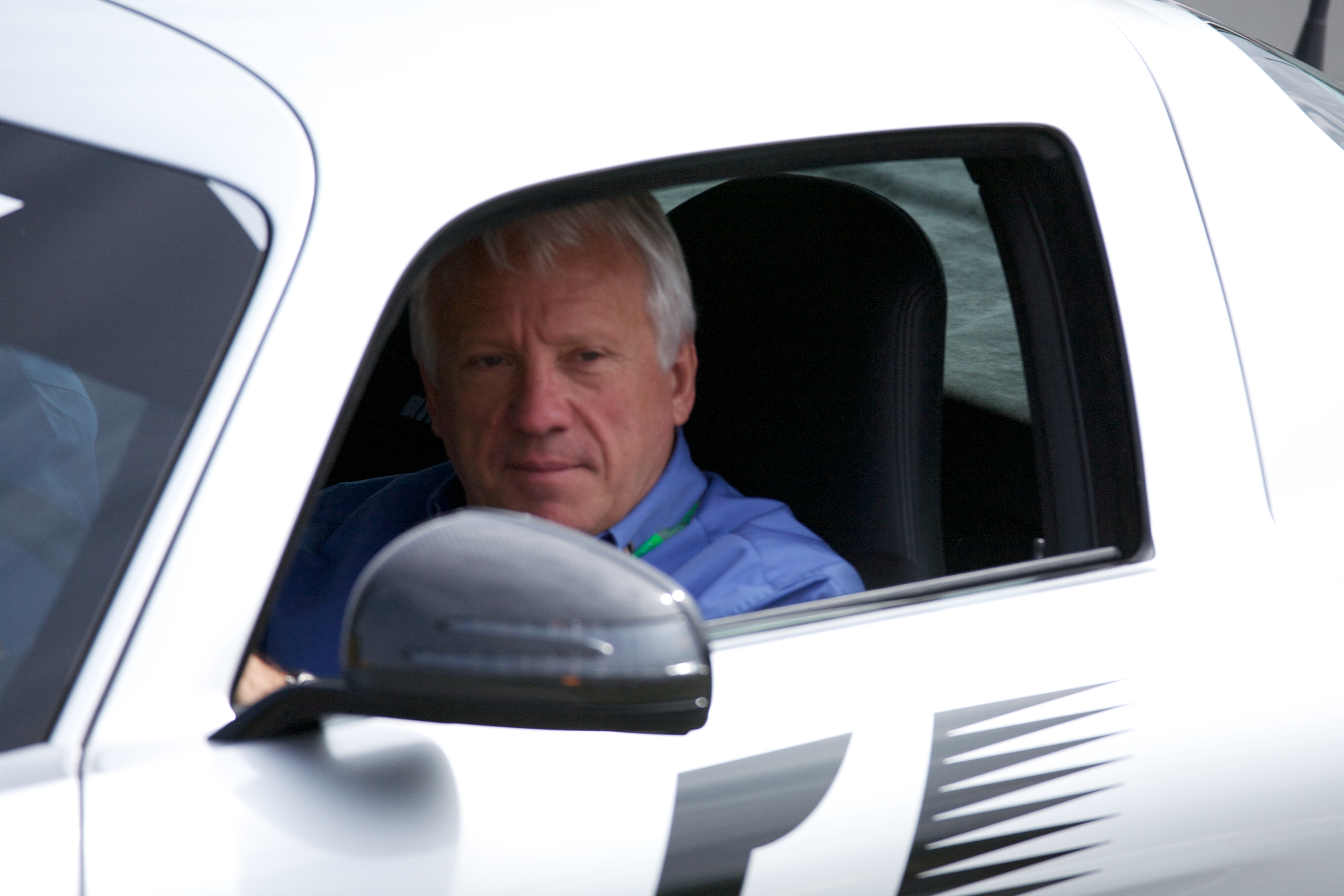
Чарлі Вайтінг на Гран-прі Канади 2011

Чарлі Вайтінг помер 14 березня 2019 року в Мельбурні.